# Marea Ducesă Maria Nicolaevna a Rusiei (1819–1876)
Marea Ducesă Maria Nicolaievna a Rusiei (rusă Мария Николаевна)  (18 august 1819 – 21 februarie 1876) a fost fiica împăratului Nicolae I al Rusiei și sora împăratului Alexandru al II-lea. A fost Ducesă de Leuchtenberg și președintele Academiei Imperiale a Artelor din Sankt Petersburg.

## Primii ani

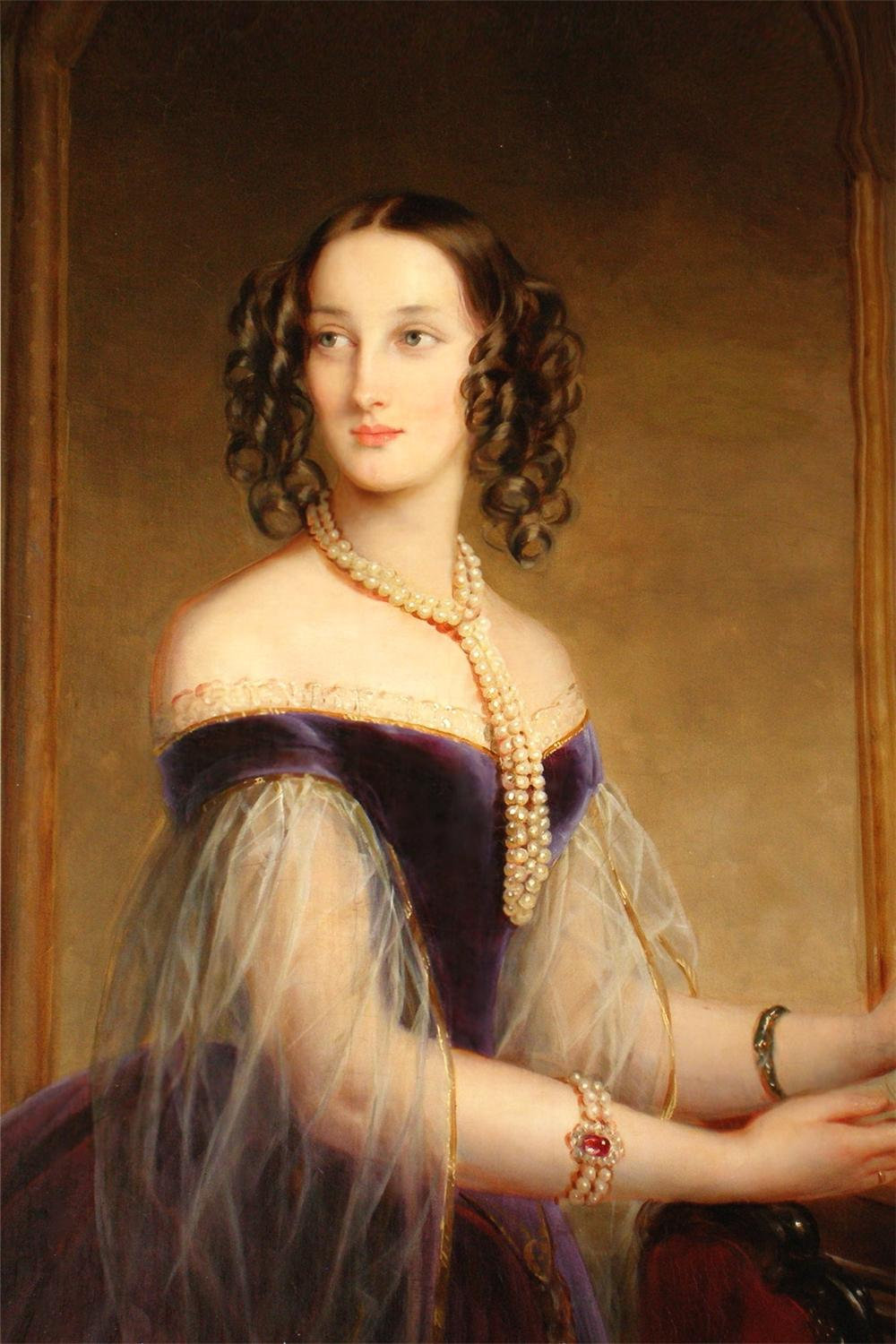
Marea Ducesă Maria Nicolaevna a Rusiei

Marea Ducesă Maria Nicolaevna s-a născut la 18 august 1819 la Krasnoye Selo în apropiere de St. Petersburg. A fost prima fiică și al doilea copil din cei șapte. Părinții ei, Țarul Nicolae I al Rusiei și împărăteasa Alexandra Feodorovna născută Prințesa Charlotte a Prusiei, erau devotați unul altuia și copiilor lor.
Erau părinți calzi și afectuoși și evitau să fie prea indulgenți. Seara, Alexandra Feodorovna juca jocuri cu copiii ei, ghicitori și șarade, în timp ce Țarului îi plăcea să cânte cu ei. Frații au crescut într-o familie unită și au rămas în relații apropiate toată viața.
Maria Nicolaevna a fost crescută împreună cu surorile sale, Olga și Alexandra. Camerele lor situate la parterul Palatului de Iarnă erau modeste și lipsite de lux. Fetele făceau plimbări în orice anotimp iar doctorii le controlau dietele. Educația Mariei era supravegheată de liberalul și poetul Vasili Zhukovski, care fusese profesorul de rusă al Alexandrei Feodrorovna. Maria și surorile ei au luat lecții de dans, muzică și desen.
Din 1835, Marea Ducesă Maria a fost membru activ al societății patriotice, care a fost fondată de împărăteasa Elisabeta Alexeievna. Ocazional membrii societății se întâlneau în camera Mariei de la Palatul de Iarnă.

## Mare Ducesă a Rusiei
Marea Ducesă Nicolaevna a fost remarcată pentru personalitatea ei formidabilă, inteligența ei și caracterul puternic. Sora ei Marea Ducesă Olga a scris în jurnal că Maria a fost "atentă și generoasă cu săracii dar nu putea suporta constrângerile. Ea este de o sută de ori mai virtuoasă decât mine, mai dinamică decât toți noi șapte"
Maria Nicolaevna a fost curajoasă și inventivă, aprecia noutatea și era aproape indiferentă la opinia societății. Era plină de viață, energetică, talentată și impulsivă. Semăna atât fizic cât și la caracter cu tatăl ei. Ca și el, părea serioasă și severă.
Maria Nicolaevna nu voia să părăsească Rusia prin căsătorie sau să-și schimbe religia.

## Căsătorie

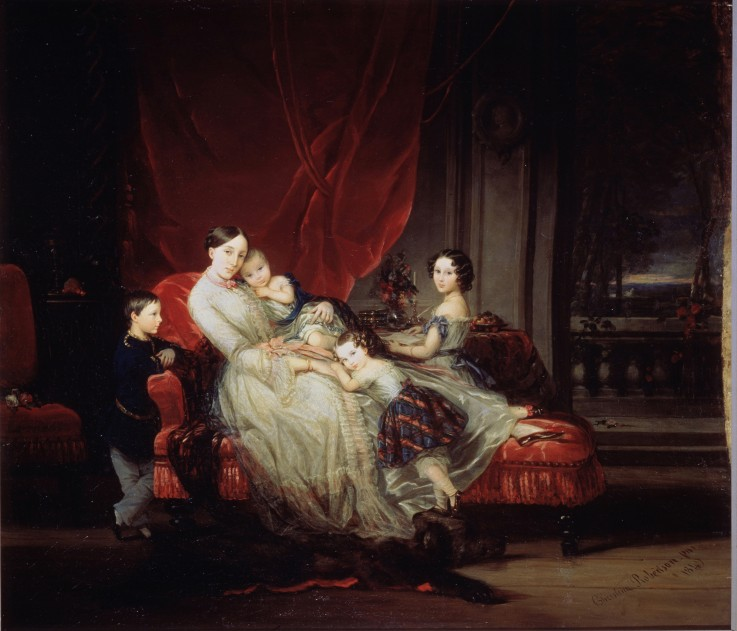
Marea Ducesă împreună cu copiii.

În 1837 regele Ludwig I al Bavariei și-a trimis nepotul de frate, Maximilian, Duce de Leuchtenberg, să ia parte la manevre de cavalerie în Rusia. Maximilian era singurul fiu al lui Eugène de Beauharnais și nepot al împărătesei Josephine. Era frumos, bine educat și interesat de preocupări culturale.
Un an mai târziu, în octombrie 1838, a făcut a doua vizită. Cu înfățișarea lui plăcută și manierele sale, a impresionat-o pe Maria Nicolaevna după cum a notat în jurnal Marea Ducesă Olga: "În patru zile a devenit destul de clar că Max și Maria au fost făcuți unul pentru celălalt".
Nu a fost o căsătorie de dorit pentru fiica unui împărat al Rusiei. Maximilian avea un rang mic ca membru al unei ramuri secundare a Casei de Bavaria. De asemenea era romano-catolic nu ortodox iar familia lui, în special mama sa era împotriva acestei căsătorii. Maximilian a fost ultimul Leuchtenberg - linia Beauharnais, iar mama sa s-a temut că descendenții lui, crescuți în credința ortodoxă, ar fi complet rusificați. Ea a spus istoria va da vina pe fiul ei.
În plus, familia Bonaparte era un dușman înverșunat al Rusiei. Cu toate acestea, țarul a acordat permisiunea pentru căsătorie, cu condiția ca fiica sa să nu plece din Rusia pentru a trăi în străinătate. Având în vedere că ducele de Leuchtenberg nu a fost un membru al unei familii domnitoare, a fost ușor pentru el să-și stabilească reședința la Sankt Petersburg.
Nunta a avut loc la 2 iulie 1839 la Palatul de Iarnă. Ceremonia a fost descrisă în detaliu de marchizul de Custine, care a vizitat St Peterburg în acea perioadă. El a admirat-o pe Marea Ducesă pentru grația ei, dar i-a displăcut ducele de Leuchtenberg.  Nicolae I nu a scutit nici o cheltuială pentru nunta fiicei sale și festivitățile au durat timp de două săptămâni. Cuplul a rămas în Rusia, unde au fost crescuți cei șapte copii ai lor.
În ziua căsătoriei, Țarul Nicolae I s-a decis să-i prezinte Mariei palatul ei. A ales un loc din centrul orașului St. Petersburg strategic poziționat vizavi de catedrala St. Isaac, pe malurile râului Moika și destul de aproape de Palatul de Iarnă pentru ca Țarul să-și poată vizita fiica zilnic. Nici o cheltuială nu a fost cruțată în amenajarea lui pentru tânărul cuplu. 
Palatul a fost terminat până la sfârșitul lui 1844 și a fost numit Palatul Mariinski, după Maria Nicolaevna. În timp ce palatul lor era în construcție, Maria a născut trei copii. Cuplul a trăit la Palatul Vorontzov așteptând finalizarea propiei lor reședințe.

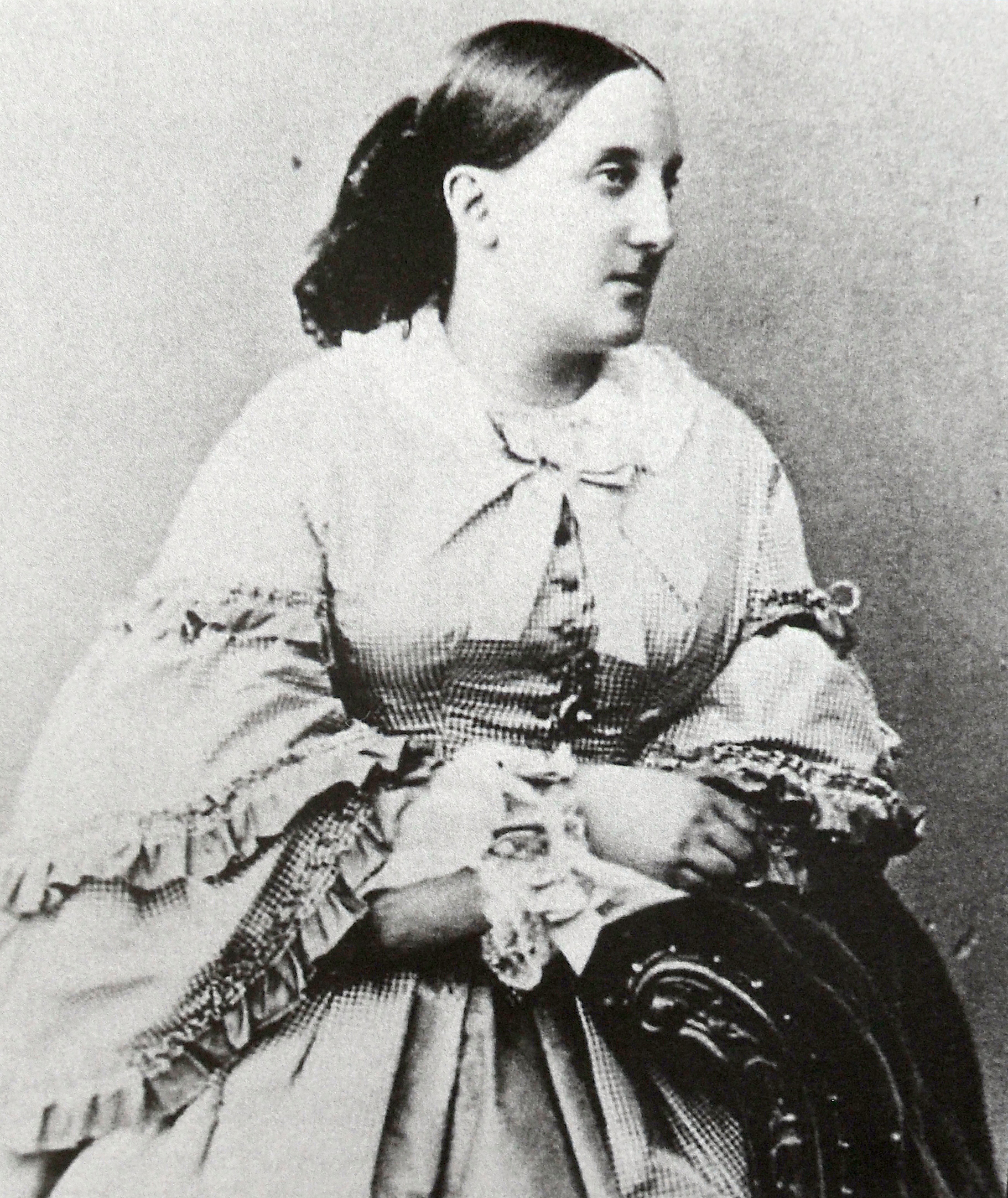
Ducesă de Leuchtenberg

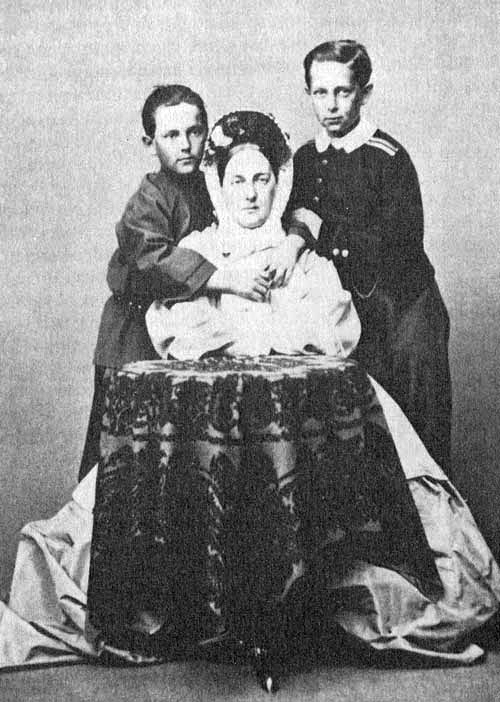
Marea Ducesă împreună cu fii ei Nicolae și Serghei.

Marea Ducesă a jucat un rol important în decorarea casei, afișând gustul ei pentru eleganță. Deoarece Maria Nicolaevna avea probleme de circulație la picioare, Palatul Mariinski a fost proiectat cu o scară fără trepte instalată în aripa dreaptă și care  conecta toate cele trei etaje de camerele principale. Palatul a fost umplut cu opere de artă și relicve de familie unele dintre ele moștenite de la împărăteasa Josephine. Maria a organizat baluri, spectacole și concerte. De asemenea, Maria Nicolaevna a avut un conac, Sergievka, cumpărat de la familia Narishkin și dat ei ca un cadou de nuntă. Situat la vest de Peterhof, vila Sergievka a devenit refugiul de familie favorit. Ducesa și soțul ei și-au petrecut luna de miere acolo și între anii 1839 și 1842 au comandat arhitectului Stackensneider să-l reconstruiască. 
Marea Ducesă și soțul ei aveau înclinații artistice și erau activi în cauze caritabile și artistice. Soțul Mariei a devenit bine cunoscut ca om de știință în Rusia. Era interesat de știință și a studiat tehnologia minieră; a fost membru al Academiei de științe. În 1844 Nicolae I l-a numit șeful departamentului din industria minieră. În 1843 a fost numit președintele Academiei de Arte. Maria a fost mândră de realizările soțul ei numindu-l savant.
Totuși, la sfârșitul anilor 1840, cuplul a plutit în derivă. Au avut vieți separate și amândoi au avut relații extraconjugale. Maximilian a devenit afemeiat în timp ce Maria a început o relație pe termen lung cu contele Gregori Alexandrovici Strogonov. Zvonurile de la curte atribuie paternitatea fiului ei George amantului ei. Ducele de Leuchtenberg s-a îmbolnăvit de tuberculoză în timpul expediției miniere din Urali. Eforturile de îmbunătățire a stării sale de sănătate prin călătoriile în țările cu climă mai caldă, nu au avut succes și a murit la 1 noiembrie 1852.
Maria Nicolaevna a fost un pasionant colecționar de artă iar după decesul soțului ei l-a înlocuit ca președinte al Academiei de arte. De atunci, Maria Nicolaevana s-a dedicat colecției ei chiar și cu mai mare ardoare. Din cauza stilului de viață, finanțele ei au intrat în declin în special după moartea tatălui ei. Alexandru al II-lea, deși apropiat de sora lui, i-a acordat un buget strict.

## A doua căsătorie

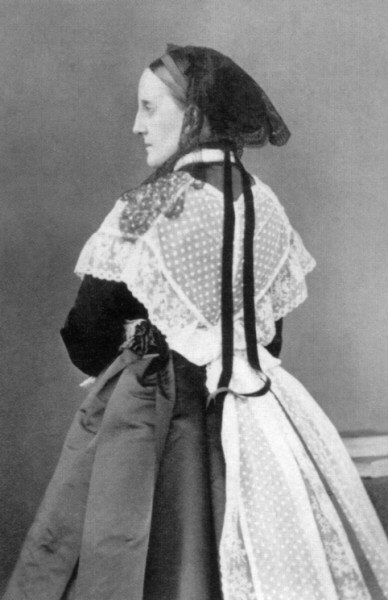
Marea Ducesă Maria Nicolaevna

Maria Nicolaevna s-a recăsătorit în 1854 cu contele Grigori Stroganov (16 iunie 1824 – 13 martie 1879). A fost o căsătorie morganatică și ținută în secret în timpul vieții tatălui ei. Oficial căsătoria a avut loc la 16 noiembrie 1856, după decesul lui Nicolae I. Anna Tyutcheva a comentat: "Fostul Țar ar fi trimis-o pe Mașa la mânâstire și l-ar fi exilat pe conte în Caucaz", însă mult mai gentilul Țar Alexandru, ca noul cap al familiei, a preferat să se prefacă că nu știe de căsătoria secretă.
Sora ei Olga a descris-o ca fiind mai talentată decât toți frații și surorile dar lipsită de simțul datoriei. Maria și-a implorat fratele să-i recunoască a doua căsătorie și să-i permită să trăiască în Rusia dar el nu a permis asta; în schimb i-a sugerat să trăiască în străinătate în timp ce el va pretinde în continuare că nu știe de căsătorie. El nu a putut recunoaște căsătoria ei și a acordat o atenție deosebită copiilor ei din prima căsătorie, care trăiau în Sankt Petersburg, fără mama lor.
În 1862, Maria Nicolaevna s-a stabilit la Florența la Villa Quarto, care aparținea lui Jérôme Bonaparte și l-a numit consilierul ei pe pictorul și colecționarul Karl Liphard. Aproape zilnic au vizitat muzee, colecții private și dealeri de antichități.
În Italia, Marea Ducesă a fost zeloasă în achiziția de picturi, sculpturi și mobilă pentru reședințele ei.
Marea Ducesă a suferit probabil de varice sau de un fel de boală osoasă astfel că până la sfârșitul zilei a devenit invalidă. A murit la 21 februarie 1876 la Sankt Petersburg la vârsta de 56 de ani.
După decesul ei, colecția de artă a Mariei Nicolaevnei a fost împărțită între copiii în viață: Prințul Nicolae, Prințul Eugene, Prințul George, Prințesa Maria, Prințesa Eugenia și sora lor vitregă, contesa Elena Strogonova. În 1884, fiul ei, Nicolae Duce de Leuchtenberg, a montat o expoziție la Academia de Arte din St. Petersburg cu fosta colecție a Marii Ducese. În 1913, la Muzeul Ermitaj a fost organizată o altă expoziție. După revoluție, colecția a fost dispersată iar astăzi poate fi privită la muzee din Moscova, Sankt Petersburg, Viena și Statele Unite. Trei dintre fiii Mariei și ai Ducelui de Leuchtenberg au locuit la Palatul Mariinski până în 1884, când a fost vândut pentru a acoperii datoriile familiei. Astăzi, Palatul găzduiește Adunarea Legislativă din Sankt Petersburg.